# Atyopsis spinipes
Atyopsis spinipes is een garnalensoort uit de familie van de Atyidae. De wetenschappelijke naam van de soort is voor het eerst geldig gepubliceerd in 1847 door Newport.